# Інтелектуалізація
У психології інтелектуалізація — захисний механізм, за допомогою якого аргументація використовується для блокування конфронтації з несвідомим конфліктом і пов'язаного з ним емоційного стресу — коли мислення використовується для уникнення почуттів. Вона охоплює емоційне усунення себе від стресової події. Інтелектуалізація може супроводжувати, але відрізняється від раціоналізації, псевдораціонального виправдання ірраціональних дій.
Інтелектуалізація є одним з оригінальних захисних механізмів Зиґмунда Фройда. Фройд вважав, що спогади мають як свідомі, так і несвідомі аспекти, і що інтелектуалізація дозволяє свідомо аналізувати подію таким чином, щоб не викликати тривоги.

## Опис
Інтелектуалізація — це перехід до розуму, коли людина уникає неприємних емоцій, зосереджуючись на фактах і логіці. Ситуація розглядається як цікава проблема, яка залучає людину на раціональній основі, тоді як емоційні аспекти повністю ігноруються як несуттєві.
Хоча сам Фройд не використовував термін «інтелектуалізація», у праці «Про заперечення» він описав клінічні випадки, коли «інтелектуальна функція відокремлена від афективного процесу… Результатом цього є своєрідне інтелектуальне прийняття придушеного, а водночас те, що є істотним для придушення, зберігається». В іншому місці він описав (невдалий) аналіз із «пацієнткою, яка активно бере участь своїм інтелектом, хоча емоційно абсолютно спокійна…повністю байдужа», він також зазначив, як в обсесивному стані самі процеси мислення стають сексуально зарядженими.
Анна Фройд присвятила розділ своєї книги «Его та механізми захисту» (1937) «Інтелектуалізації під час статевого дозрівання», розглядаючи дедалі більший інтелектуальний і філософський підхід того періоду як відносно нормальні спроби опанувати підліткові потяги. Вона вважала, що тільки «якщо процес інтелектуалізації охоплює всю сферу психічного життя», його слід вважати патологічним.
Жаргон часто використовують як засіб інтелектуалізації. Використовуючи складну термінологію, акцент робиться на словах і тонших визначеннях, а не на впливі людини.
Інтелектуалізація захищає від тривоги, пригнічуючи емоції, пов'язані з подією. Іноді порівнюють ізоляцію (також знану як ізоляція афекту) та інтелектуалізацію. Перша є дисоціативною реакцією, яка дозволяє безпристрасно пережити неприємну думку чи подію. Остання — це когнітивний стиль, який прагне концептуалізувати неприємну думку чи подію в інтелектуально зрозумілий спосіб. Таким чином, DSM-IV-TR згадує їх як окремі прояви. Це дозволяє раціонально впоратися з ситуацією, але може призвести до придушення почуттів, які необхідно визнати, щоб рухатися далі.

## В ієрархії захисту
Джордж Валлант розділив захисні механізми на ієрархію захистів, починаючи від незрілих і невротичних до здорових, і помістив інтелектуалізацію — уявляння акту насильства без відчуття супутніх емоцій, наприклад, — до невротичних захистів середнього рівня. Таким чином, як і раціоналізація, інтелектуалізація може забезпечити міст між незрілими та зрілими механізмами як у процесі дорослішання, так і в дорослому житті.
Дональд Віннікотт, однак, вважав, що нестабільний догляд у дитинстві може призвести до надмірної залежності від інтелектуальності як заміни материнства; і розглядав надмірну стурбованість знаннями як емоційне збіднення, спрямоване на самозабезпечення через розум. Юлія Кристева подібним чином описала процес, за допомогою якого «сама символічність фіксується… Оскільки вона не є сексуально орієнтованою, вона заперечує питання статевої відмінності» .
Однією з відповідей на таку надмірну інтелектуалізацію може бути почуття гумору, те, що Річард Гофстадтер назвав необхідною якістю грайливості — сам Фройд сказав, що «Гумор можна розглядати як найвищий із цих захисних процесів»!

## Під час терапії
Серед інтелектуальних засобів захисту від аналізу — відмова прийняти логіку емоцій, спроби спростувати теорію психоаналізу або міркування про власні проблеми замість того, щоб переживати їх і намагатися змінити.
Така інтелектуалізація терапії може бути частиною ширшого маніакального захисту від емоційної реальності. Ще одна складність може полягати в засвоєнні нових і незнайомих почуттів, коли захист інтелектуалізації починає розпадатися.
Крім того, терапевт може ненавмисно відвести пацієнта від відчуттів до простого проговорення почуттів, що призводить не до емоційного, а лише до інтелектуального усвідомлення — обсесивна спроба контролювати через мислення втрачені емоційні частини «я». Як казав Юнг, «інтелектуал все ще страждає від неврозу, якщо почуття не розвинене».

## Психоаналітична суперечка
Теорія психоаналізу Фройда може бути надзвичайною інтелектуальною конструкцією, але її, безперечно, критикували за виявлення інтелектуальної грандіозності.
Однак Жак Лакан захищав би його саме на основі його інтелектуальності, стверджуючи, що ви можете «впізнати поганих психоаналітиків… за словом, яким вони зневажають будь-яке технічне чи теоретичне дослідження… інтелектуалізація» . Сам Лакан, звісно, зазнав такої ж критики: «Мою власну концепцію динаміки несвідомого назвали інтелектуалізацією — на тій підставі, що я поставив функцію означника на перший план».
Сам Фройд визнав, що він мав величезне бажання до знань і добре знав, як теоретизування може стати компульсивною діяльністю . Він, ймовірно, не надто заперечував би оцінку Дідьє Анзьє того, наскільки «його розробка психоаналітичної теорії… відповідала створенню обсесивних захистів від депресивної тривоги» — потреби Фройда «захищатися від [тривоги] через такий ступінь інтелектуалізації».

## Приклади
Припустімо, що Джона виховував суворий батько, він почувається скривдженим і через це злиться. Хоча Джон може відчувати глибоку ненависть до свого батька, коли він розповідає про своє дитинство, Джон може сказати: «Так, мій батько був досить твердою людиною, я вважаю, що я відчуваю певну антипатію до нього навіть зараз». Джон інтелектуалізує; він обирає раціональні та емоційно прохолодні слова, щоб описати переживання, які зазвичай емоційні та дуже болісні.
Жінка в терапії продовжує теоретизувати власний досвід своєму терапевтові: «Мені здається, що психоаналіз — це, по суті, процес, коли людину повертають до інфантилізму… інтелектуального примітивізму», попри те, що вона «не отримає відповіді», або принаймні не на тому рівні, на якому я хотів, оскільки я знав, що те, що я говорю, було «інтелектуалізацією», до якої вона приписувала мої емоційні проблеми".